# (38078) 1999 GW42
1999 GW42 (asteroide 38078) é um asteroide da cintura principal. Possui uma excentricidade de 0.23300920 e uma inclinação de 5.86882º.
Este asteroide foi descoberto no dia 12 de abril de 1999 por LINEAR em Socorro.